# Borgsjöbyn
Borgsjöbyn även kallad bästebyn i folkmun, är en småort i Ånge kommun och kyrkbyn i Borgsjö socken. Orten passeras av E14.
Här ligger Borgsjö kyrka samt Borgsjö skans. Här passerar pilgrimsleden Sankt Olofsleden, längs vilken en Sankt Olofs källa ligger.

## Befolkningsutveckling
| Befolkningsutvecklingen i Borgsjöbyn 1960–2015 | Befolkningsutvecklingen i Borgsjöbyn 1960–2015 | Befolkningsutvecklingen i Borgsjöbyn 1960–2015 | Befolkningsutvecklingen i Borgsjöbyn 1960–2015 | Befolkningsutvecklingen i Borgsjöbyn 1960–2015 |
| ---------------------------------------------- | ---------------------------------------------- | ---------------------------------------------- | ---------------------------------------------- | ---------------------------------------------- |
|                                                |                                                |                                                |                                                |                                                |
| År                                             |                                                |                                                | Folkmängd                                      | Areal (ha)                                     |
| 1960                                           | 1960                                           |                                                | 211                                            | 37                                             |
| 1990                                           | 1990                                           |                                                | 113                                            | 23#                                            |
| 1995                                           | 1995                                           |                                                | 124                                            | 23#                                            |
| 2000                                           | 2000                                           |                                                | 119                                            | 25#                                            |
| 2005                                           | 2005                                           |                                                | 112                                            | 25#                                            |
| 2010                                           | 2010                                           |                                                | 109                                            | 25#                                            |
| 2015                                           | 2015                                           |                                                | 131                                            | 103#                                           |
| Anm.: Upphörde som tätort 1965. # Som småort.  |                                                |                                                |                                                |                                                |

## Personer från orten
I Borgsjö föddes läkaren och professorn Artur Vestberg (1859-1935).